# Charlois
Pour les articles homonymes, voir Charlois (homonymie).
Pour un article plus général, voir Rotterdam.
Charlois est un arrondissement de la ville néerlandaise de Rotterdam. Au 1er juillet 2017, sa population s'élevait à 66 685 habitants.

## Histoire
Charlois est situé sur la rive sud de la Meuse.
Auparavant village à part, dont la municipalité a existé jusqu'en 1895, il fusionne alors avec Rotterdam.

## Quartiers
- Carnissewijk
- Heijplaat
- Oud-Charlois
- Pendrecht
- Tarwewijk
- Wielewaal
- Zuidwijk
- Zuidplein

## Galerie

Charlois
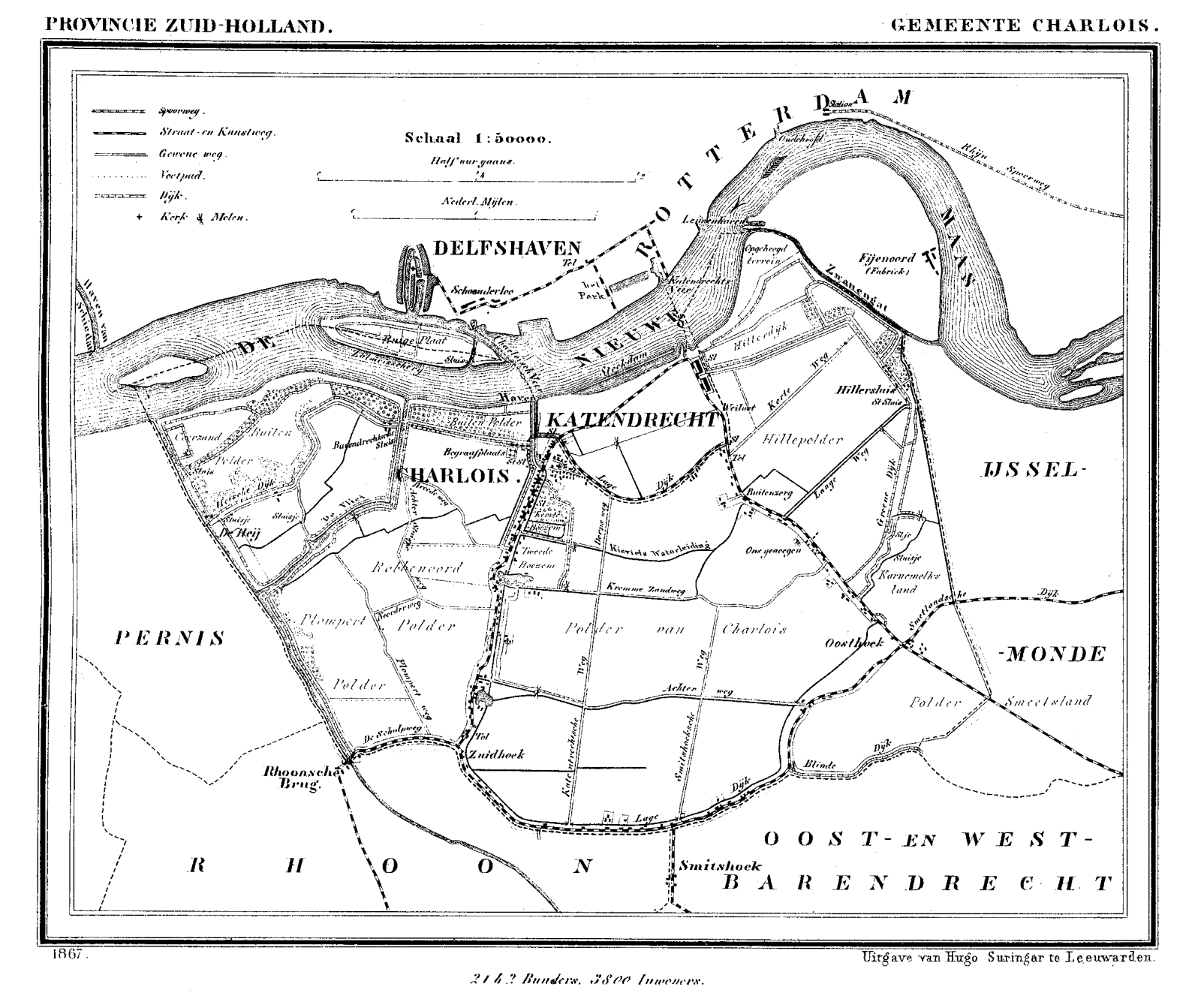
Charlois en 1867